# Federico Caldura
Federico Caldura (* 10. September 1923 in Venedig; † 1975) war ein italienischer Regisseur.

## Leben
Caldura war in erster Linie beim Theater und für das Fernsehen tätig. Für das Kino inszenierte er 1961 einen Puppentrickfilm mit der von seiner Frau Maria Perego geschaffenen Figur Le avventure di Topo Gigio. Sechs Jahre später schrieb er das Drehbuch zu der in Japan produzierten Fortsetzung Toppo Jijo no botan senso.

## Filmografie
- 1961: Le avventure di Topo Gigio (Regie, Buch, Trickfilm)
- 1967: Toppo Jijo no botan senso (Buch)